# Rebelión de Huaraz
La rebelión de Huaraz de 1885 fue una insurrección armada campesina en la ciudad de Huaraz (Áncash) encabezada por el indígena Pedro Pablo Atusparia en contra del restablecimiento del tributo indígena por el gobierno del presidente Miguel Iglesias durante el contexto de la Reconstrucción Nacional tras la catástrofe de la guerra del Pacífico. La rebelión causó la muerte de miles de personas y fue reprimida violentamente por el ejército del Perú.

## Antecedentes
Huaraz fue foco de protestas contra los gobiernos de Lima. En febrero de 1780, producto de la rebelión de Túpac Amaru II, 2.000 personas, principalmente indígenas, protestaron violentamente en las calles contra el «mal gobierno» y asaltan la cárcel local. En 1854 dos mil indígenas combatieron a favor de la revolución liberal de Ramón Castilla.
En 1884, después del fin de la Guerra del Pacífico, y la retirada de las tropas chilenas del Perú, el gobierno peruano de Iglesias necesitaba dinero para enfrentar las guerrillas de Andrés Avelino Cáceres y restableció varios impuestos, entre ellos el tributo indígena ("encomiendas" servicio o trabajo gratuito), lo que se sumaba a los abusos efectuados por terratenientes y administradores de gobierno y la confiscación de propiedades para beneficio propio.

## La rebelión
Los indígenas de Áncash, cansados de los abusos que suponía el tributo indígena, encabezados por el alcalde de la comunidad de Marián, Pedro Pablo Atusparia presentaron un memorial pidiendo la exoneración o reducción del impuesto, el cual fue presentado al prefecto Noriega. Lejos de solucionar el problema, las autoridades apresaron a Atusparia y lo torturaron, a los otros alcaldes indígenas les cortaron las trenzas, que para ellos representaba un símbolo tradicional de nobleza. Estos acontecimientos provocaron una terrible exaltación entre los indígenas, oportunidad que Pedro Atusparia aprovechó para huir de las autoridades y esconderse junto a otros alcaldes indígenas.
Por todos los abusos, el líder indígena de Huaraz, Pedro Pablo Atusparia, proclamó la rebelión el 1 de marzo de 1885 en la estancia de Marián.
Al día siguiente, Atusparia y cinco a ocho mil indios armados con hondas, machetes, rejones y alrededor de 300 fusiles (robados del ejército chileno) rodearon la ciudad de Huaraz. Otros hablan de cuatrocientos a dos mil solamente. La guarnición del gobierno, formada por el batallón de Artesanos, contuvo los primeros ataques, pero en la jornada siguiente las defensas cedieron y la hueste de Atusparia entró, saqueando la urbe. En Huaraz, los rebeldes asaltaron diversos establecimientos comerciales, principalmente de asiáticos, y en la noche aparecieron fogatas en los cerros.
Posteriormente los insurrectos avanzaron sobre Yungay liderados por Atusparia y Manuel Mosquera, capturando la localidad el 4 de abril y masacrando a docenas de civiles y militares. Pronto el resto de los pueblos de la zona de Callejón de Huaylas se sumaron al movimiento y los rebeldes tomaron el control de dicha zona.
El gobierno encargó al coronel de infantería EP José Iraola el mando de la Fuerza de Pacificación del Norte, tropa que salió de Casma el 12 de abril. Cuatro días antes había sido nombrado prefecto y comandante general de Áncash. El jefe de su caballería era el también coronel Manuel Callirgos Quiroga. Sus hombres estaban organizados en dos batallones de infantería, un regimiento de caballería y dos brigadas de artillería. Mientras Iraola marchaba hacia el norte se enteró de que uno de los cabecillas rebeldes, José Mercedes Puga, había muerto en un combate con las guarniciones gubernamentales que aún quedaban en la zona. Iraola debió enfrentar una fuerte resistencia para llegar a Yungay, debiendo además desalojar a cinco mil indios de la localidad al llegar (25 de abril). El 28 de abril 10.000 a 12.000 intentaron recuperar la ciudad pero fueron rechazados. Más de un millar de rebeldes y 32 soldados del gobierno murieron ese día. Atusparia fue herido y capturado, el mando pasa al obrero minero Pedro Cochachín, apodado Uchcu Pedro. 
Iraola decidió salir en la persecución de sus enemigos hasta Huaraz el 3 de mayo; la tomó por asalto el 11 de mayo. Los seis mil rebeldes que quedaban fueron dispersados. El coronel se dedicó a arrasar los poblados cercanos. El 24 de agosto, tras una victoria menor en Matos, Iraola y el grueso de su tropa volvió al pueblo de Carás, acabando sus operaciones en la zona. Miles de indígenas fueron asesinados, sin embargo no hubo mayor reclamo por la elite, puesto que eran considerados como partidarios de Andrés Avelino Cáceres, caudillo que en dicho momento se hallaba en una guerra civil contra Miguel Iglesias.
El 28 de septiembre Uchcu Pedro fue capturado en el pueblo de Carhuapampa. Un día después era fusilado en Casma.
El departamento de Ancash volvió a ser foco de insurrecciones en 1915 y 1932.